# Daniel Sanabria
Daniel Sanabria, född 8 februari 1977, är en paraguayansk tidigare fotbollsspelare.
Daniel Sanabria spelade 7 landskamper för det paraguayanska landslaget. Han deltog bland annat i Copa América 2001 och fotbolls-VM 2002.